# Le Gouray
Le Gouray (tiếng Breton: Gorre) là một xã của tỉnh Côtes-d’Armor, thuộc vùng Bretagne, tây bắc Pháp.